# 郡斎読書志
『郡斎読書志』（ぐんさい どくしょし）は、中国南宋の晁公武が編纂した私撰の図書解題目録である。陳振孫撰の「直斎書録解題」とともに、南宋代までの書物の流通伝播に関する状況を知る上での貴重な資料となっている。

## 撰者・晁公武
字は子止で、済州鉅野県の出身である。北宋末、金より逃れて四川に移住した。紹興11年（1141年）から紹興17年（1147年）まで、四川転運使の井度の属僚であった。井度は蔵書家として知られていたが、晩年になって全蔵書を晁公武に移譲した。その後、晁公武は乾道6年（1170年）まで四川を中心とした地方官を歴任した。
晁公武が、栄州知州時代に、所蔵する書物約25,000巻の提要（解題）を撰述したのが、すなわち本書である。その家がかつて開封府の昭徳坊に在ったことから、本書は別名「昭徳先生郡斎読書志」とも呼ばれる。

## 刊本
刊本には2種ある。それぞれ、衢州本、袁州本と呼ばれている。
衢州本の方は、淳祐9年（1249年）に、衢州で游鈞が出版したテキストである。全20巻。
袁州本の方は、趙希弁が所持していた蜀刻の4巻本と衢州本とを対照して「後志」2巻を撰し、自身の蔵書目録「附志」1巻を加えた7巻本である。
「四庫全書総目提要」は袁州本を採用しているが、その後、衢州本に趙希弁の「附志」及び清儒・王先謙の「校補」を加えた、光緒10年（1884年）出版の、長沙王氏の刊本が重視されるようになった。
また、1930年代になって、国立北平故宮博物院から宋版の袁州本が発見され、「四部叢刊三編」に影印収録された。
別に、1987年の上海古籍書店刊、点校本が見られる。